# ATC D11 – Egyéb bőrgyógyászati készítmények
Az ATC D11 – Egyéb bőrgyógyászati készítmények a gyógyszerek anatómiai, gyógyászati és kémiai osztályozási rendszerének (ATC) egyik alcsoportja.
| ATC D   | Bőrgyógyászati készítmények                                              |
| ------- | ------------------------------------------------------------------------ |
| ATC D01 | Gombás fertőzések elleni bőrgyógyászati szerek                           |
| ATC D02 | Bőrlágyító- és védőanyagok                                               |
| ATC D03 | Sebek és fekélyek kezelésére használt készítmények                       |
| ATC D04 | Viszketés elleni szerek, beleértve: antihisztaminok, érzéstelenítők stb. |
| ATC D05 | Pszoriázis elleni szerek                                                 |
| ATC D06 | Antibiotikumok és kemoterapeutikumok bőrgyógyászati használatra          |
| ATC D07 | Kortikoszteroidok, bőrgyógyászati készítmények                           |
| ATC D08 | Antiszeptikumok és fertőtlenítők                                         |
| ATC D09 | Gyógyászati kötszerek                                                    |
| ATC D10 | Acne elleni készítmények                                                 |
| ATC D11 | Egyéb bőrgyógyászati készítmények                                        |

## D11A 	Egyéb bőrgyógyászati készítmények

### D11AC 	Gyógysamponok
| ATC     | Magyar             | INN                | Gyógyszerkönyv      |
| ------- | ------------------ | ------------------ | ------------------- |
| D11AC01 | Cetrimid           | Cetrimide          | Cetrimidum          |
| D11AC02 | Kadmium-vegyületek | Cadmium compounds  |                     |
| D11AC03 | Szelén-vegyületek  | Selenium compounds |                     |
| D11AC06 | Povidon-jód        | Povidone-iodine    | Povidonum iodinatum |
| D11AC08 | Kén-vegyületek     | Sulfur compounds   |                     |
| D11AC09 | Xeniszalát         | Xenysalate         |                     |
| D11AC30 | Egyéb              |                    |                     |

### D11AE Androgének helyi használatra
| ATC     | Magyar      | INN          | Gyógyszerkönyv |
| ------- | ----------- | ------------ | -------------- |
| D11AE01 | Metándienon | Metandienone |                |

### D11AHAtópiás ekcémaelleni szerek, kivéve akortiszteroidokat
| ATC     | Magyar         | INN              | Gyógyszerkönyv |
| ------- | -------------- | ---------------- | -------------- |
| D11AH01 | Takrolimusz    | Tacrolimus       |                |
| D11AH02 | Pimekrolimusz  | Pimecrolimus     |                |
| D11AH03 | Kromoglicinsav | Cromoglicic acid |                |
| D11AH04 | Alitretinoin   | Alitretinoin     |                |

### D11AX Egyéb bőrgyógyászati készítmények
| ATC     | Magyar                     | INN                        | Gyógyszerkönyv                              |
| ------- | -------------------------- | -------------------------- | ------------------------------------------- |
| D11AX01 | Minoxidil                  | Minoxidil                  | Minoxidilum                                 |
| D11AX02 | γ-linolénsav               | Gamolenic acid             |                                             |
| D11AX03 | Kalcium-glukonát           | Calcium gluconate          | Calcii gluconas                             |
| D11AX04 | Lítium-szukcinát           | Lithium succinate          |                                             |
| D11AX05 | Magnézium-szulfát          | Magnesium sulfate          | Magnesii sulfas heptahydricus               |
| D11AX06 | Mekvinol                   | Mequinol                   |                                             |
| D11AX08 | Tiratrikol                 | Tiratricol                 |                                             |
| D11AX09 | Oxaceprol                  | Oxaceprol                  |                                             |
| D11AX10 | Finaszterid                | Finasteride                | Finasteridum                                |
| D11AX11 | Hidrokinon                 | Hydroquinone               |                                             |
| D11AX12 | Pirition-cink              | Pyrithione zinc            |                                             |
| D11AX13 | Monobenzon                 | Monobenzone                |                                             |
| D11AX16 | Eflornitin                 | Eflornithine               |                                             |
| D11AX18 | Diklofenák                 | Diclofenac                 | Diclofenacum kalicum, Diclofenacum natricum |
| D11AX21 | Brimonidin                 | Brimonidine                |                                             |
| D11AX22 | Ivermektin                 | Ivermectin                 | Ivermectinum                                |
| D11AX52 | γ-linolénsav kombinációban | γ-linolénsav kombinációban |                                             |
| D11AX57 | Kollagén kombinációban     | Kollagén kombinációban     |                                             |